# Czynnik XII
Czynnik XII, FXII (czynnik kontaktu, czynnik Hagemana) – zymogenna postać czynnika XIIa, jednego z czynników kaskady krzepnięcia krwi. Należy do klasy proteaz serynowych (EC 3.4.21.38). U ludzi jest kodowany przez gen F12.

## Fizjologia
Czynnik XII jest wytwarzany przez wątrobę i krąży w ustroju jako homodimer w nieaktywnej postaci. Jego okres półtrwania w osoczu wynosi około 50 godzin.
Postać zymogenu jest aktywowana do czynnika XIIa w wyniku kontaktu z ujemnie naładowaną powierzchnią, którą in vivo jest kolagen odsłonięty w wyniku uszkodzenia ściany naczyń. Proces ten jest punktem wyjścia wewnętrznego szlaku krzepnięcia, co ma kluczowe znaczenie dla tworzenia się skrzepliny.
Aktywacja czynnika XII napędzana jest polifosforanem płytek krwi, który powoduje przejście od pierwotnej hemostazy (tworzenie czopa płytkowego) do wtórnej hemostazy (tworzenie siatki fibrynowej).

## Struktura
Gen F12 czynnika XII znajduje się na końcu długiego ramienia piątego chromosomu (5q33-qter). Ludzki czynnik XII zbudowany jest z 596 aminokwasów o łącznej masie cząsteczkowej około 80 kD, ułożonych w dwa łańcuchy (ciężki i lekki), połączone wiązaniem dwusiarczkowym. Łańcuch ciężki zawiera dwie domeny typu fibronektyny (typ I i II), dwie domeny podobne do naskórkowego czynnika wzrostu, domenę kringle i region bogaty w prolinę, a łańcuch lekki zawiera domenę proteazy. Struktura domeny tandemowej (FnI-EGF-podobnej) czynnika krzepnięcia XII została określona za pomocą krystalografii rentgenowskiej. Struktury krystaliczne łańcucha lekkiego FXII występują jako niezwiązane (β-FXII) i związane (β-FXIIa) z inhibitorami.
Przeciętne stężenie FXII w osoczu wynosi 30 mg/l.

## Rola w patologii
Niedobór czynnika XII jest rzadkim zaburzeniem dziedziczonym autosomalnie recesywnie. Zaburzenie to można nabyć lub odziedziczyć. Najczęściej zachodzi dziedziczenie wadliwych genów od obojga rodziców. Osoby z tylko jedynym wadliwym genem mogą mieć niższy poziom czynnika XII w osoczu, a także mogą przekazywać wadliwy gen połowie swego potomstwa. U osób z wrodzonym niedoborem czynnika XII stan taki utrzymuje się przez całe życie. Szacuje się, że tylko 1 na 1 000 000 osób jest dotkniętych tym zaburzeniem, ale badanie przeprowadzone w 1994 roku na 300 zdrowych dawcach krwi wykazało, że 7 osób (2,3%) miało niedobory FXII, a jeden pacjent (0,3%) nie miał wykrywalnego poziomu tego czynnika.
W przeciwieństwie do niedoborów innych czynników krzepnięcia, niedobór czynnika XII przebiega całkowicie bezobjawowo i nie powoduje nadmiernego krwawienia. Badania przeprowadzone na kobietach z nawracającymi poronieniami sugerują związek tej dolegliwości z niedoborem FXII.
Niedobór FXII jest zwykle wykrywany przypadkowo podczas wykonywania badań laboratoryjnych pod kątem zaburzeń krzepnięcia. Nieprawidłowości manifestują się wydłużonym czasem protrombinowym (PT) oraz czasem częściowej tromboplastyny po aktywacji (aPTT). Diagnozę potwierdza test wykrywający bardzo niski lub wręcz zerowy poziom FXII.
Nabyta postać niedoboru FXII występuje głównie u pacjentów z zespołem nerczycowym, chorobami wątroby, posocznicą ze wstrząsem, rozsianym wykrzepianiem śródnaczyniowym.
Nadmierne wysokie poziomy czynnika XII mogą predysponować do zwiększonego ryzyka zakrzepicy żylnej ze względu na rolę czynnika XII jako jednego z katalizatorów konwersji plazminogenu do jego aktywnej, fibrynolitycznej postaci, plazminy. [15] Zwiększoną aktywność czynnika XII opisano w dziedzicznym obrzęku naczynioruchowym typu III

## Historia
Czynnik Hagemana został po raz pierwszy odkryty w 1955 r., kiedy w rutynowej przedoperacyjnej próbce krwi 37-letniego Johna Hagemana stwierdzono wydłużony czas krzepnięcia, mimo że nie miał on objawów krwotocznych.